# Affo Erassa
Affa Erassa (Lomé, 19 febbraio 1983) è un ex calciatore togolese, di ruolo centrocampista.

## Carriera
Ha partecipato al campionato del mondo 2006 con la nazionale del Togo.